# 合邦辻閻魔堂
合邦辻閻魔堂（がっぽうがつじえんまどう）は、大阪市浪速区にある堂宇。融通念仏宗の寺院・西方寺の境内に立地する。

## 合邦辻
合邦辻（がっぽうがつじ）は、現在の松屋町筋（下寺町筋）と国道25号線（竜田越奈良街道）の交差点（公園北口交差点）を指す歴史的な呼称。合邦ヶ辻などとも表記される。
古くは「合法辻」と書かれ、聖徳太子が物部守屋と仏法について合論した地であると伝わるほか、「四天王寺の学校があったことから「学校が辻」と言っていたものが訛った」など、地名については多くの俗説がある。
江戸時代には大坂市街の南郊、摂津国東成郡天王寺村の一角であった。合邦辻は四天王寺西門の西方に位置しており、逢坂（天王寺七坂のひとつ）の上り口に当たる。すなわち竜田越奈良街道はここから東へ、四天王寺門前まで上町台地の斜面を上っており、坂に向かって右手に一心寺、左手に安居神社がある。
この一帯は1897年に大阪市（当初は南区に属した）に編入され、市街化が進んだ。

## 閻魔堂と西方寺

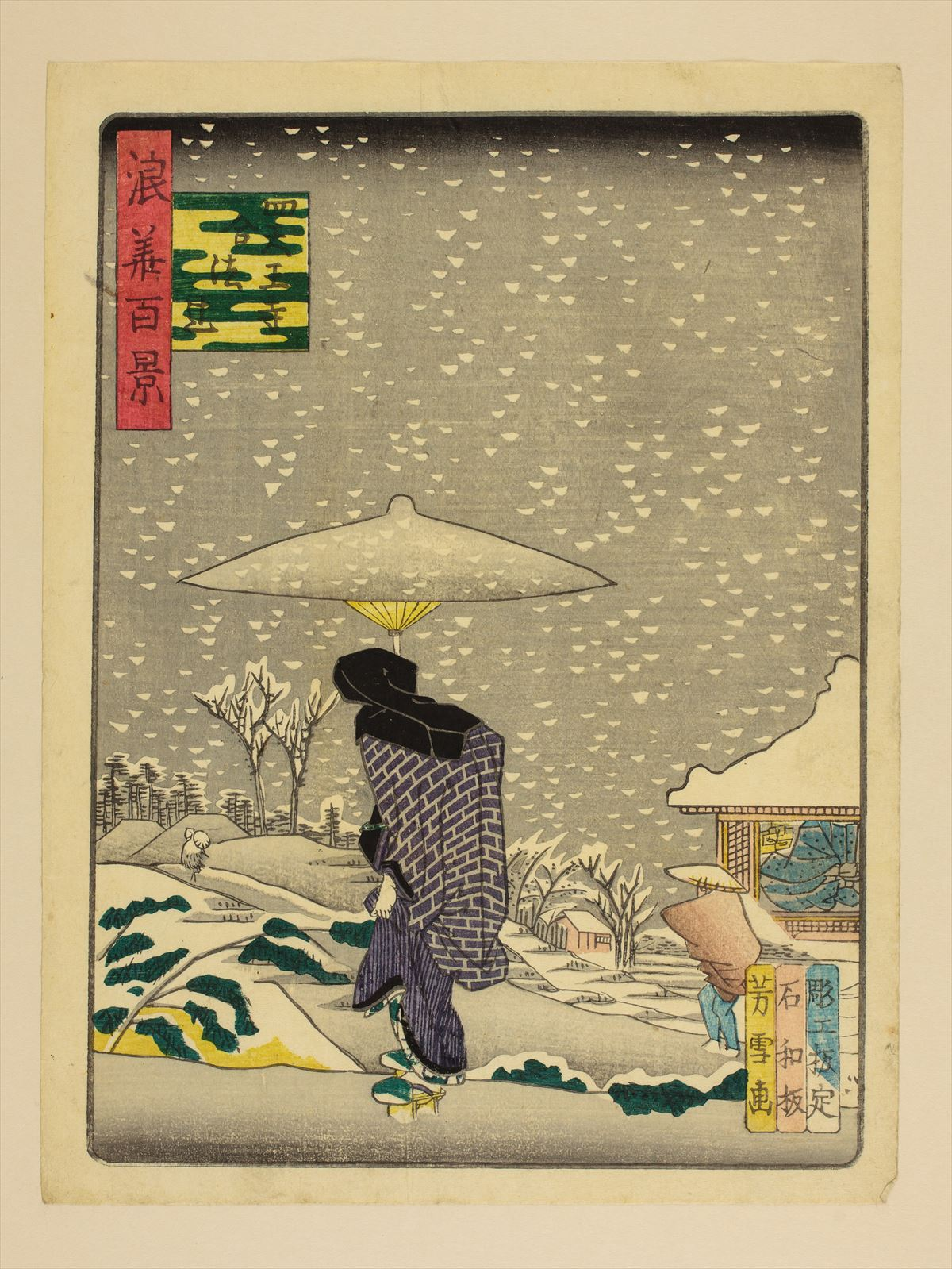
歌川芳雪『浪花百景 四天王寺合邦辻』。雪の情景は『摂州合邦辻』が下敷きになっている。

閻魔堂も聖徳太子の創建によると伝えられ、古くは大伽藍があったが、兵火にかかって辻堂になった。『摂津名所図会』（1796-98年刊）などに当時の様子が描かれている。もともとは現在の交差点の東南側にあったが、明治中期、道路拡張のために、交差点の北西側にあたる融通念仏宗西方寺の境内に移転した。
西方寺は融通念仏宗の寺院で、山号を暁月山といい、本尊は阿弥陀仏。第二次世界大戦の戦災で焼失したが、戦後に再建された。
閻魔堂は国道25号に面して建っており、『摂州合邦辻』ゆかりの地として「玉手之碑」（玉手は『摂州合邦辻』の登場人物）が立つ。

## 大衆文化の中の合邦辻閻魔堂
文楽および歌舞伎『摂州合邦辻』（安永2年（1773年）初演）の舞台である。作中で主人公が重い病を閻魔堂に願掛けして治すことから、病気平癒を祈願する人々の信仰を集める。本作では、「合邦」という名の人物が当地に庵室を構え、閻魔堂を建立する設定になっている。なお、『摂州合邦辻』は俊徳丸伝説を下敷きのひとつとしているが、俊徳丸を主人公とした謡曲『弱法師』は「極楽の東門に通じる」とされた四天王寺の西門を舞台にしている。
歌舞伎『絵本合法衢』（文政7年（1810年）初演）でも登場する。この作品は、明暦2年（1656年）に加賀大聖寺藩の前田大学之助が仇討ちによって殺害されるという事件を下敷きにしているが、『摂州合邦辻』の成功を受けて書かれており、『摂州合邦辻』のパロディが見られる。